# Saint-Rémy (Dordonha)
Saint-Rémy é uma comuna francesa na região administrativa da Nova Aquitânia, no departamento Dordonha. Estende-se por uma área de 22,38 km². Em 2010 a comuna tinha 516 habitantes (densidade: 23,1 hab./km²).